# 지암피에로 알베르티니

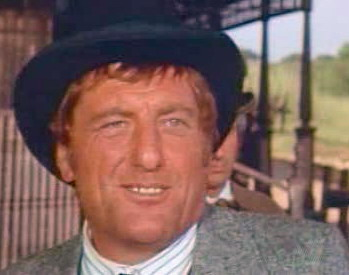

지암피에로 알베르티니(Giampiero Albertini, 1927년 12월 20일 ~ 1991년 5월 14일)는 이탈리아의 텔레비전 배우, 연극 배우, 영화배우이다.
무조에서 태어났으며 로마에서 사망하였다. 사인은 심근 경색이다.

## 영화
- 갱 (1977년)
- 탈옥 (1976년)
- 형사 이야기 (1975년)
- 아랑 드롱의 조로 (1975년)
- 리턴 오브 사바타 (1971년)
- 매니 워즈 어고우 (1970년)
- 번! (1969년)
- 설리반 작전 (1968년)